# ميرسيا مونرو
ميرسيا مونرو (بالإنجليزية: Mircea Monroe)‏ هي ممثلة وعارضة أزياء أمريكية ولدت في يوم 28 نوفمبر 1982 في مدينة سانت لويس في ولاية ميزوري في الولايات المتحدة، من أبرز الأفلام التي مثلت فيها هو فيلم تيكن في سنة 2010 حيث مثلت دور كارا.

## الأعمال
- تيكن 2010
- خمسون ظل لبلاك 2016

## روابط خارجية
- ميرسيا مونرو على موقع IMDb (الإنجليزية)
- ميرسيا مونرو على موقع روتن توميتوز (الإنجليزية)
- ميرسيا مونرو على موقع ألو سيني (الفرنسية)
- ميرسيا مونرو على موقع أول موفي (الإنجليزية)
- ميرسيا مونرو على موقع قاعدة بيانات الأفلام السويدية (السويدية)
- ميرسيا مونرو على موقع قاعدة بيانات الفيلم (الإنجليزية)
- ميرسيا مونرو على موقع كينوبويسك (الروسية)